# Las Vegas, The Big Room
Las Vegas, The Big Room est une série de 48 peintures réalisées à Las Vegas et à Paris par Guy Peellaert sur une période de dix ans, entre 1976 et 1986. Cet ensemble est une suite de portraits de personnalités issues du monde du spectacle, de la politique ou du crime organisé, dont le point commun est d'être associées à la ville de Las Vegas, « cimetière des éléphants » et « goulag matérialiste et terminal du rêve américain. »
Chacun de ces portraits, principalement réalisés au pastel et composés selon des techniques proches de la photographie et du cinéma, présente une dimension narrative et se conçoit comme un plan-séquence en une seule image L'artiste s'appuie sur des recherches biographiques approfondies et cherche à représenter ses sujets dans un moment de vérité : il s'agit d'un moment de solitude, insignifiant en apparence mais révélateur du vide existentiel que Peellaert associe à la vie publique, à la part d'ombre du rêve américain et à l'irrésistible attraction destructrice que celui-ci provoque.
Cette œuvre, d'abord envisagée comme une collaboration avec l'auteur-compositeur Tom Waits, puis avec l'écrivain et scénariste Michael Herr, fut dévoilée sous la forme d'un livre préfacé par le philosophe Jean Baudrillard, publié simultanément en France, aux États-Unis, au Royaume-Uni et en Allemagne en 1986, avant d'être exposée à New York puis à Paris.

## Liste des œuvres
- Le Barrage (1931 : ANNÉE À CORRIGER) : Franklin Delano Roosevelt
- Le Flamingo (1983) : Bugsy Siegel
- Goodnight, Mrs. Calabash (1978) : Jimmy Durante
- Le Dernier Hors-la-loi (1978) : Hoot Gibson
- Un après-midi tranquille (1978) : Betty Hutton
- Air conditionné (1979) : Conrad Hilton
- Le Joueur (1977) : Nick the Greek
- Un chant au crépuscule (1977) : Noël Coward
- Les Géants perdent six matches coup-sur-coup (1978) : Tallulah Bankhead
- Une cabine à Broadway (1984) : Walter Winchell
- Au bord de la piscine avec Charo (1977) : Xavier Cugat
- Fin de saison (1979) : Joe DiMaggio
- Le Fantaisiste (1977) : Milton Berle
- Vraiment une ville dingue (1986) : Marilyn Monroe
- Le Président (1978) : Jimmy Hoffa
- Harlem nocturne (1978) : Sugar Ray Robinson
- Le bien-aimé (1978) : Liberace
- L'Essayage (1986) : Jayne Mansfield
- Le Palladium (1985) : Judy Garland
- Seigneur, tu as fait la nuit trop longue (1978) : Joe E. Lewis (en)
- Je m'appelle Cocozza (1977) : Mario Lanza
- Venise (1986) : Red Skelton
- Vision (1976) : Howard Hughes
- Salle d'attente (1976) : Lenny Bruce
- Melancholy Monarch (1984) : Nat King Cole
- Ich hab' noch einen Koffer in Berlin (1977) : Marlene Dietrich
- Nuit après nuit (1981) : George Raft
- En plein jour (1977) : Joe Louis
- Partenaires (1985) : Dean Martin et Jerry Lewis
- Yankee Doodle (1986) : Bob Hope
- Solo (1986) : Bing Crosby
- Pas à pas (1986) : Richard Nixon
- Roi d'un jour (1979) : Evel Knievel
- L'Interview (1986) : Howard Cosell (en)
- Broadway Joe (1985) : Joe Namath
- Le Choix (1985) : Ann-Margret
- Entourages (1985) : John Fitzgerald Kennedy
- Dans le cercle (1984) : Sammy Davis, Jr.
- Splish Splash (1986) : Bobby Darin
- Morning Sun (1978) : Colonel Parker
- Morning Sun (1978) : Elvis Presley
- Pontypridd (1977) : Tom Jones
- Chambre avec TV (1986) : Johnny Carson
- Caesars Palace (1985) : Mohamed Ali
- Hôtel Elysée (1985) : Orson Welles
- 6 heures du matin, Collins Avenue (1985) : Meyer Lansky
- Le Portrait (1984) : Frank Sinatra
- The Big Room (1977) : Bugsy Siegel